# Lanquesaint
Lanquesaint (en picard Lèk'sin) est une ancienne commune de Belgique située en Wallonie picarde dans la province de Hainaut. C'est, depuis la fusion des communes de 1977, une section de la ville d'Ath.

## Géographie

### Hameaux
- Renard.
- Vivier-à-dailles.
- Sauve-ta-bourse.
- Tanquin.
- Croquet.
- Croix Vasseau.
- Haut Marais.

### Hydrographie
- La Dendre canalisée (limite entre Lanquesaint et Rebaix).
- Le Ruisseau des Crolites (prend sa source aux étangs du Bois du Renard).

## Évolution démographique
- Sources : INS, Rem. : 1831 jusqu'en 1970 = recensements, 1976 = nombre d'habitants au 31 décembre.

## Patrimoine et culture

### Patrimoine architectural

#### Eglise Saint-Martin
Dans son cimetière emmuré s’élève l'église Saint Martin :
élaborée en 1791 par l'architecte Bataille, elle est composée d'une nef unique de trois travées.
Le bénitier date du XVIe siècle, les fonts de la deuxième moitié du XVIe siècle. L'église possède un tableau de la nativité de la fin du XVIe siècle, volé en 2010 et restitué à l'église en 2013.
Le clocher renferme actuellement deux cloches de volée. La première est une cloche historique de 1560 de Peter Van den Ghien de Malines, elle se nomme Maria et sonne les heures.
La seconde, qui sonne l’angélus, a été placée à Lanquesaint en 1951, pour remplacer celle dérobée durant la Seconde Guerre mondiale par l'occupant. Cette cloche fut rendue fêlée et refondue aux frais de la paroisse. Elle se nomme Marie Clovis Aimée: parrain Clovis Bonnier Vanlierde , marraine Marie Delmée Deletenre. Elle fut fondue par Michiels de Tournai. Sous l'impulsion de l'abbé Lamotte, prêtre de la paroisse, les cloches ont été nettoyées et électrifiées par la commune en avril 2012. Le clocher a été entièrement nettoyé.
Connectées à l'antenne de Francfort les cloches de Lanquesaint donnent l’heure et la demi-heure avec grande exactitude.

## Galerie

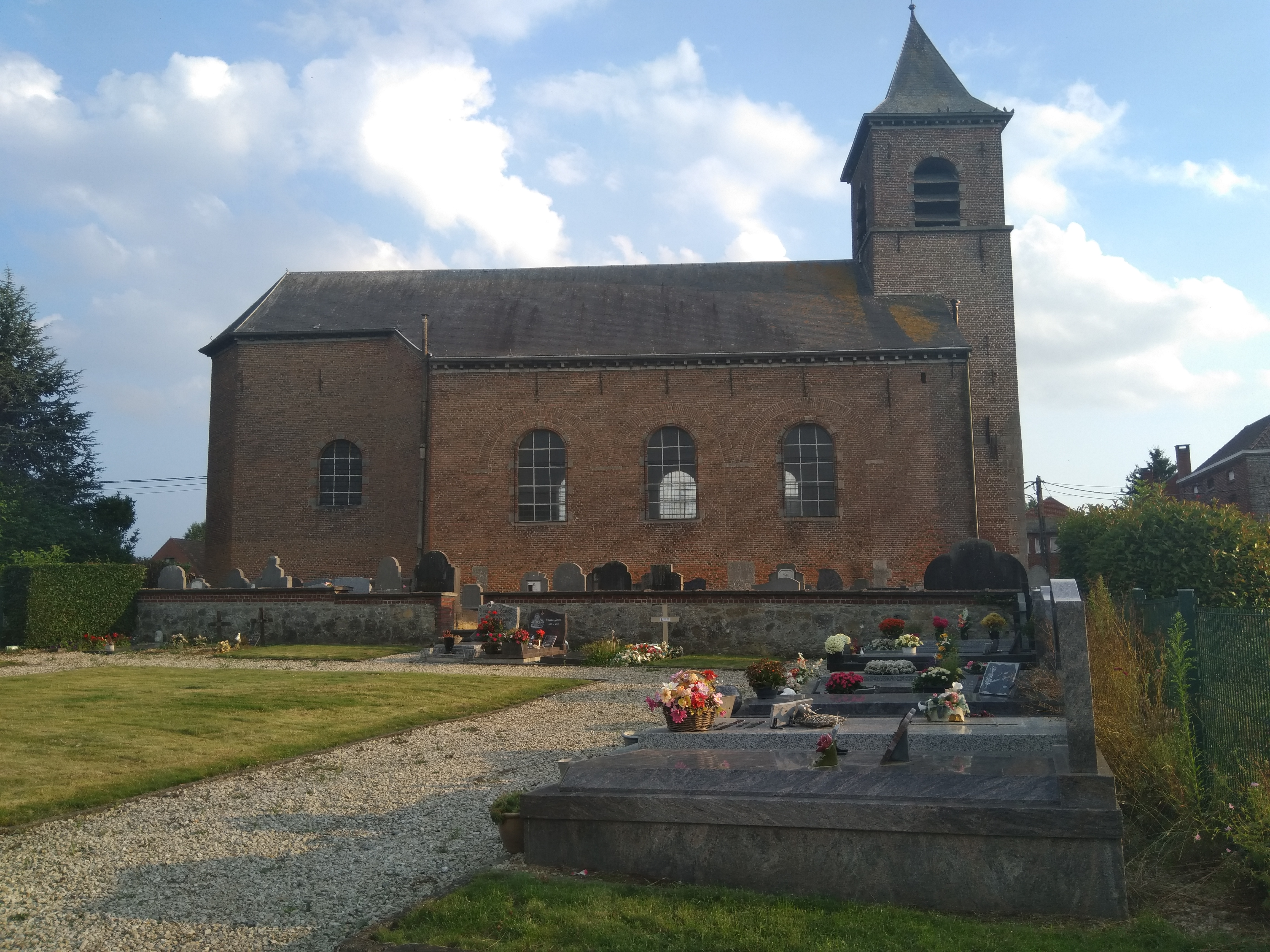
Église Saint-Martin vue de la nouvelle partie du cimetière
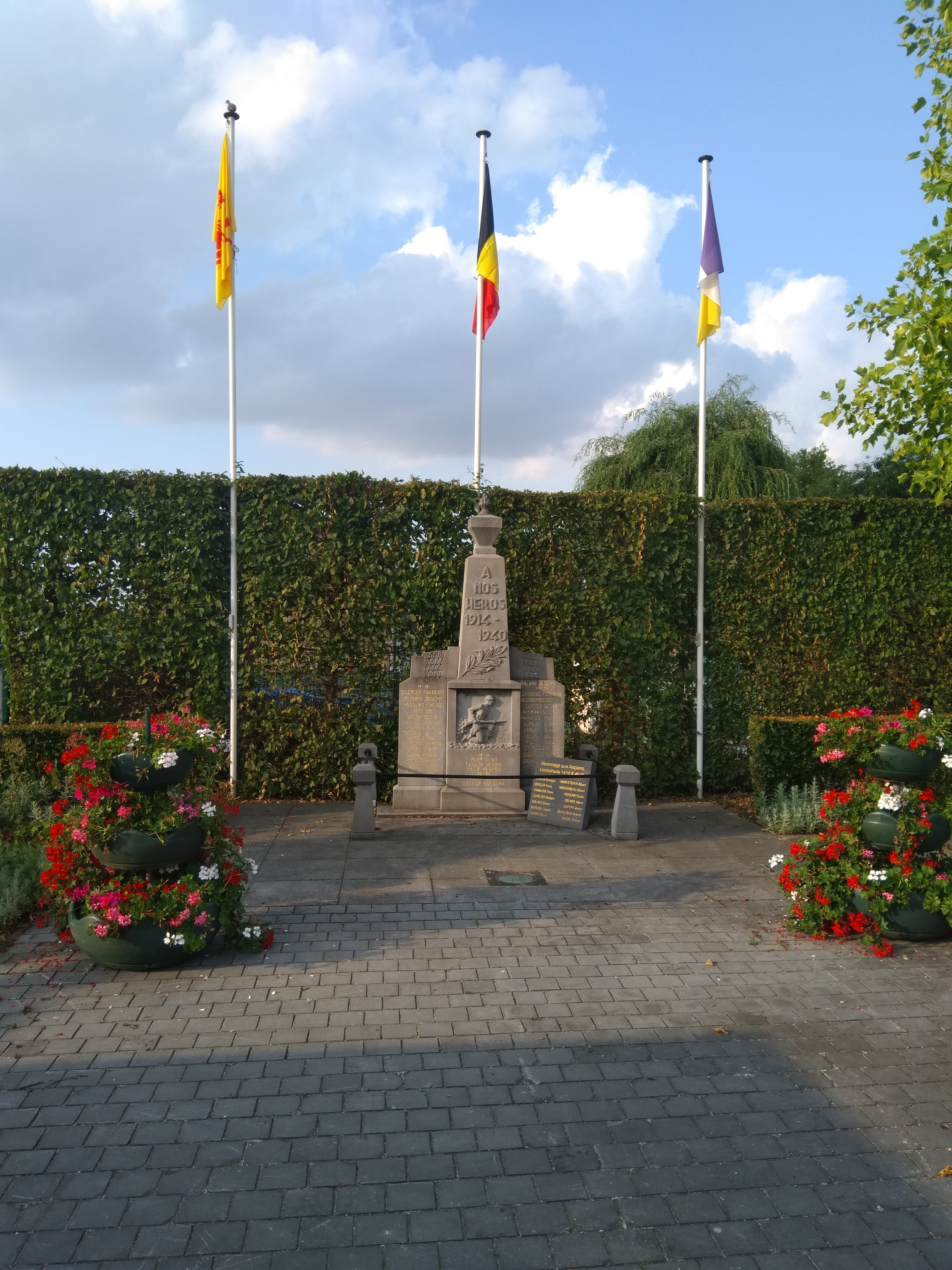
Monument aux morts
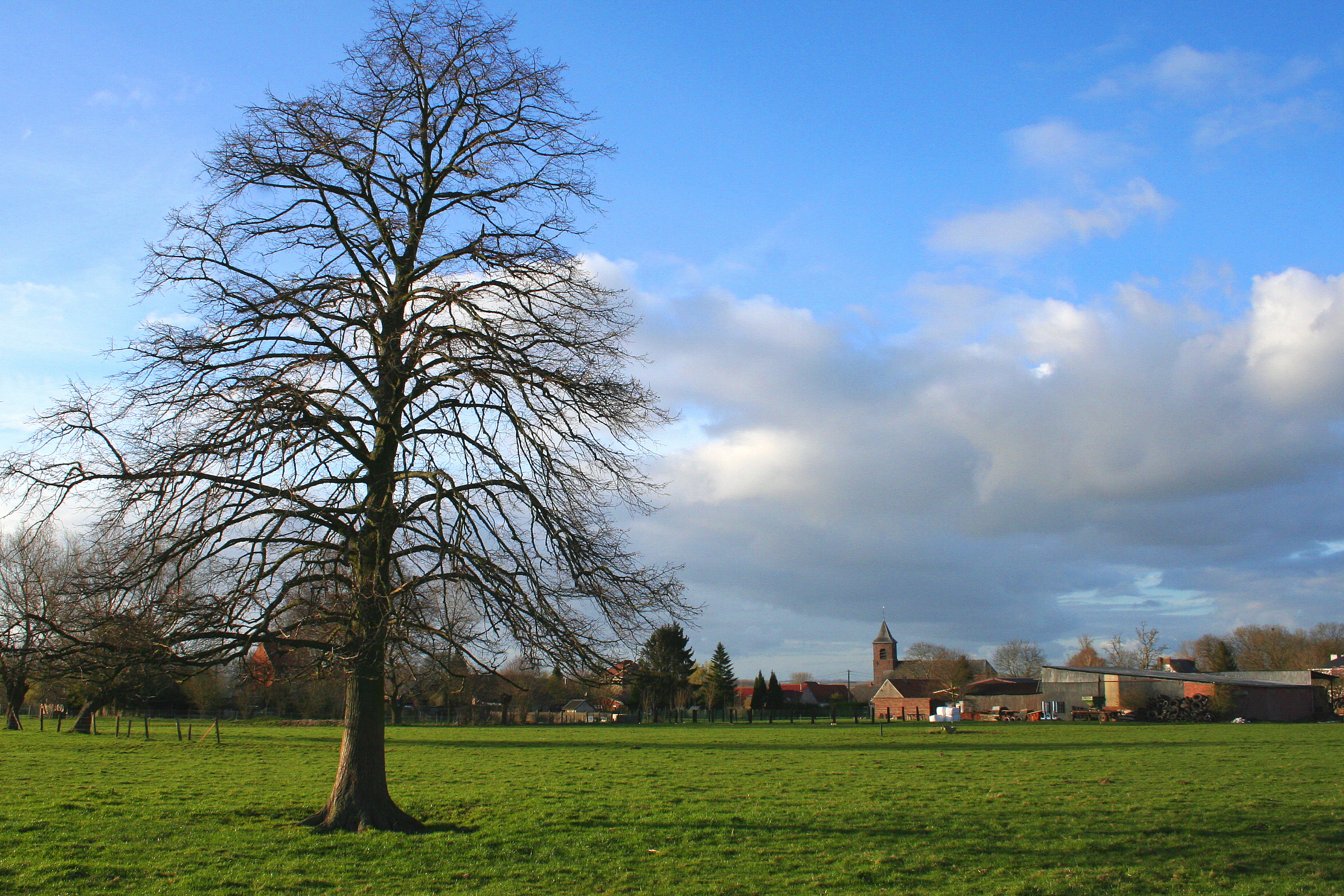
Lanquesaint vu de la route de Lessines